# A Fiumei úti sírkert mauzóleumai

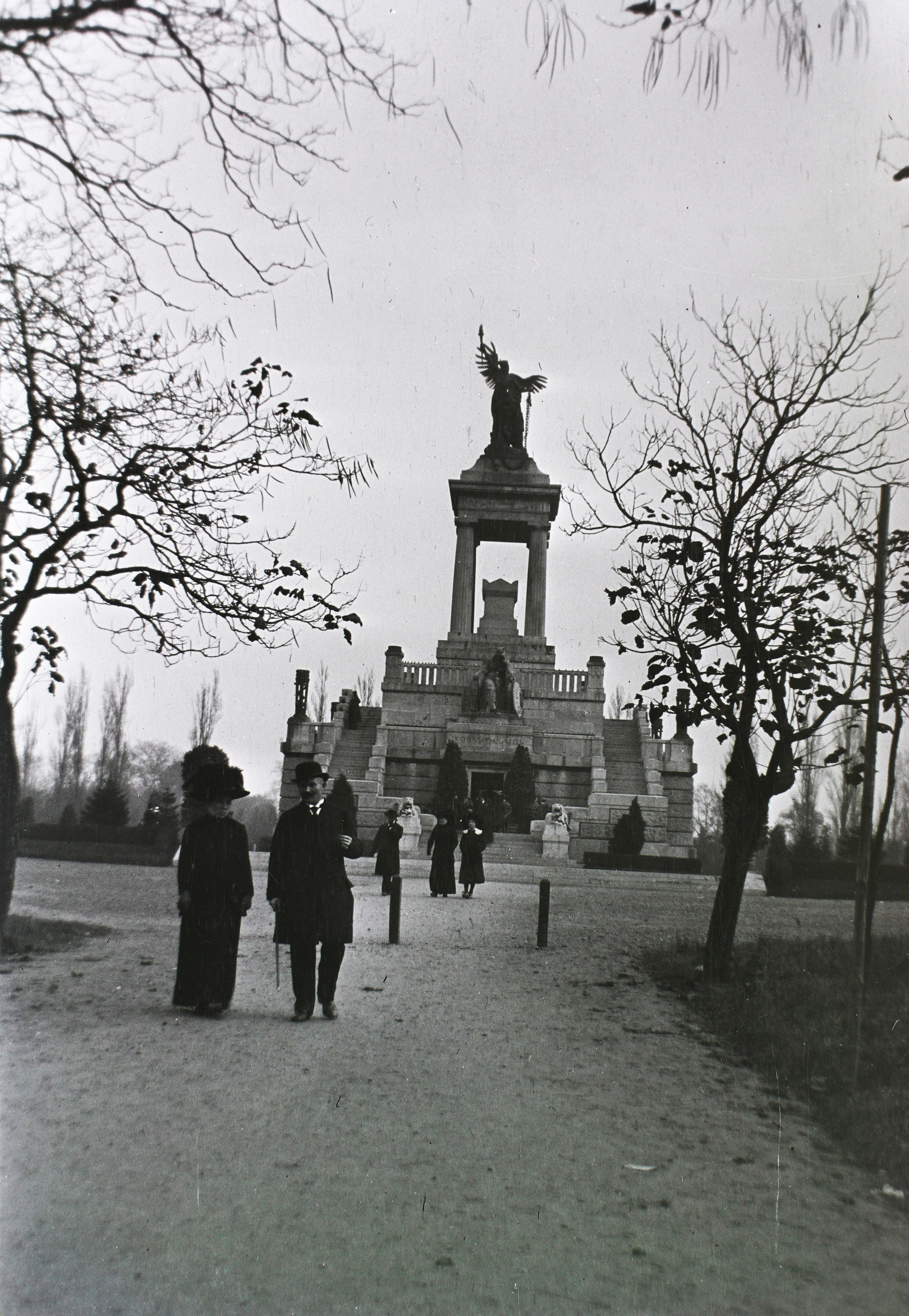
A Kossuth-mauzóleum nem sokkal az elkészülte után, 1911-ben (archív felvétel)

A Fiumei úti sírkert mauzóleumai, mauzóleumszerű síremlékei egy teljes egészében műemléki védelem alatt álló, nagy kiterjedésű síremlékegyüttes a budapesti Fiumei úti sírkertben.

## Történetük
Az 1849-ben megnyitott sírkert kezdettől fogva a tehetősebb polgári és nemesi rétegeknek adott nyughelyet, akik törekedtek díszes sírhelyekkel halhatatlanná tenni nevüket, családjukat. Emellett neves közéleti személyiségek sorát is ide temették, az ő esetükben is indokolt volt díszsírhely kialakítása. Habár a 19. század végi – 20. század eleji sírok legtöbbje igényes-művészi stílusokban épült meg, néhány közülük méretével szinte kisebb házat alkot. Ezeket a mauzóleumokat – hasonlóan a kisebb síremlékek egy részéhez – általában korabeli ismert építészekkel terveztették meg a megrendelők. 
A második világháborúban sajnálatos módon elpusztult Saxlehner-mauzóleum és a közelmúltban összeomlott Schlick-mauzóleum kivételével napjainkban is megtekinthetőek kívülről. Egy részüket fel is újították, és nyitva állnak a látogatók előtt (Malosik-mauzóleum), vagy alkalmi idegenvezetés mellett belülről is látogathatók (Batthyány-mauzóleum, Deák-mauzóleum, Kossuth-mauzóleum). Több azonban romos, sőt életveszélyes, ezért le van zárva a látogatók elől (Lyka-mauzóleum, Thalmayer-mauzóleum). A főleg belül romos Sebastiani-mauzóleum ajtaját az idők során elfalazták.
Nem tartozik a szorosan vett mauzóleumok közé, de mérete miatt itt említendő meg a két részből álló árkádsor. Az összességében száznál több családi kriptával rendelkező, két nagy méretű temetkezési épület elsősorban monumentalitásával, és a sírokra tervezett szobrok igényességével, egyediségével tűnik ki. Az északi árkádsort a közelmúltban felújították, a délire feltehetően később fog sor kerülni. Szólni érdemes a többi mauzóleumnál jóval később, az 1950-es években épült Munkásmozgalmi Panteonról is, amely elsősorban a szocializmus hazai nagy alakjainak kívánt nyughelyet biztosítani. Egyszerű stílusa is jelentősen eltér a korábbi díszes mauzóleumokétól. Alkalmanként belső része is megtekinthető a nagyközönség számára.
A temető egésze 2013 óta műemléki védelem alatt áll. Az általánosságokon túl a 2. melléklet a 42/2013. (VIII. 9.) BM rendelethez ezen felül külön is nevesít számos mauzóleumot.

## Mauzóleumok
| Kép | Név                                                              | Tervezője               | Készítési időpont       | Állapot, egyéb megjegyzés                                                                                     |
| --- | ---------------------------------------------------------------- | ----------------------- | ----------------------- | --- |
|     | Aczél-mauzóleum                                                  | n. a.                   | n. a.                   | Jó állapotban.                                                                                                |
|     | Aich-mauzóleum                                                   | n. a.                   | n. a.                   | Jó állapotban.                                                                                                |
|     | Ave Domine mauzóleum (a latin szöveg jelentése „Üdvözlégy Uram”) | Hikisch Rezső           | 20. sz. eleje           | A Guttmann Gelsey báró család sírhelye. Jó állapotban. Alkalmanként belső része is látogatható.               |
|     | Batthyány-mauzóleum                                              | Schickedanz Albert      | 1872–1873               | Jó állapotban. Alkalmanként belső része is látogatható.                                                       |
|     | Csetey Herzog-mauzóleum                                          | Barát Béla és Novák Ede | n. a.                   | Jó állapotban. Megkülönböztetendő a szomszédos, Salgótarjáni utcai zsidó temetőben fekvő Herzog-mauzóleumtól. |
|     | Eisele–Jálics mauzóleum                                          | n. a.                   | 19. sz. vége            | Rossz állapotban.                                                                                             |
|     | Ganz-mauzóleum                                                   | Ybl Miklós              | 1868–1869               | Jó állapotban. Alkalmanként belső része is látogatható.                                                       |
|     | Deák-mauzóleum                                                   | Gerster Kálmán          | 1884–1887               | Belső része is látogatható.                                                                                   |
|     | Gozsdu-mauzóleum                                                 | n. a.                   | 19. sz. vége (1870 k.?) | Jó állapotban.                                                                                                |
|     | Kerécz-mauzóleum                                                 | n. a.                   | n. a.                   | Jó állapotban.                                                                                                |
|     | Kossuth-mauzóleum                                                | Gerster Kálmán          | 1903–1909               | Jó állapotban. Alkalmanként belső része is látogatható. A temető legnagyobb síremléke.                        |
|     | Krausz-mauzóleum                                                 | Wälder Gyula            | 1900-as évek első fele  | Közepesen rossz állapotban. Belső része nem látogatható.                                                      |
|     | Lugossy-mauzóleum                                                | n. a.                   | n. a.                   | Jó állapotban.                                                                                                |
|     | Lyka-mauzóleum                                                   | n. a.                   | 19. sz. vége            | Életveszélyes, lezárt.                                                                                        |
|     | Malosik-mauzóleum                                                | Wachtel Elemér          | 1906–1917               | Felújított állapotban. Belső része is látogatható.                                                            |
|     | Meszlényi-mauzóleum                                              | n. a.                   | n. a.                   | Jó állapotban.                                                                                                |
|     | Miklós Andor mauzóleuma                                          | n. a.                   | 1930-as évek (?)        | Jó állapotban. Belső része lezárt.                                                                            |
|     | Miklós Tibor mauzóleuma                                          | Rados Jenő              | n. a.                   | Jó állapotban. Belső része nem látogatható.                                                                   |
|     | Rupp-mauzóleum                                                   | n. a.                   | 19. sz. vége            | Jó állapotban. Belső része lezárt.                                                                            |
|     | Saxlehner-mauzóleum                                              | Czigler Győző           | 1893                    | A mauzóleum a második világháború alatt, Budapest ostroma során (1944–1945) elpusztult.                       |
|     | Schlick-mauzóleum                                                | n. a.                   | n. a.                   | 2004 körül összeomlott.                                                                                       |
|     | Sebastiani-mauzóleum                                             | n. a.                   | 1870-es évek (?)        | Közepesen rossz állapotban. Belső része lefalazott, nem látogatható.                                          |
|     | Szurday Weiss-mauzóleum                                          | n. a.                   | n. a.                   | Jó állapotban. Megkülönböztetendő a szomszédos, Salgótarjáni utcai zsidó temetőben fekvő Weiss-mauzóleumtól.  |
|     | Thalmayer-mauzóleum                                              | Kallina Mór             | 19. sz. vége            | Romos állapotban. 1926-ban csontfülkévé átalakítva. Életveszélyes, lezárt.                                    |
|     | Vécsey-mauzóleum                                                 | n. a.                   | 19. sz. vége            | Jó állapotban.                                                                                                |

## Nagyobb, mauzóleumszerű síremlékek
| Kép | Név                       | Tervezője                               | Készítési időpont | Állapot, egyéb megjegyzés                               |
| --- | ------------------------- | --------------------------------------- | ----------------- | ------------------------------------------------------- |
|     | Árkádsorok                | Gerle Lajos és Hegedűs Ármin            | 1904–1908         | Felújítás alatt áll. Belső része is látogatható.        |
|     | Jókai Mór síremléke       | Kismarty-Lechner Jenő és Füredi Richárd | 1928              | Jó állapotban. Belső része is látogatható.              |
|     | Kasselik Ferenc síremléke | Giergl Kálmán                           | 20. sz. eleje     | Jó állapotban.                                          |
|     | Károlyi Mihály síremléke  | Skoda Lajos                             | 1963              | Belső része is látogatható.                             |
|     | Munkásmozgalmi Panteon    | Körner József                           | 1959              | Jó állapotban. Alkalmanként belső része is látogatható. |